# 尤里·米哈伊洛維奇·紹卡利斯基
尤利·米哈伊洛維奇·紹卡利斯基（俄语：Юлий Михайлович Шокальский、羅馬化：Yuly Mikhailovich Shokalsky；1856年10月17日—1940年3月26日），俄羅斯海洋學家、地圖學家、地理學家。

## 生平
紹卡利斯基是普希金一位著名情婦安娜·彼得羅芙娜·克恩的孫子。紹卡利斯基於1880年畢業於海軍學院，並且在俄羅斯帝國海軍任職期間協助建立塞瓦斯托波爾海洋觀測所，1912年獲得海軍中將軍階。在服役期間他對湖沼學和氣象學深入研究，並成為當時俄羅斯最具盛名的相關領域作家。他在期刊《Marine Miscellanies》發表了300餘篇文章。

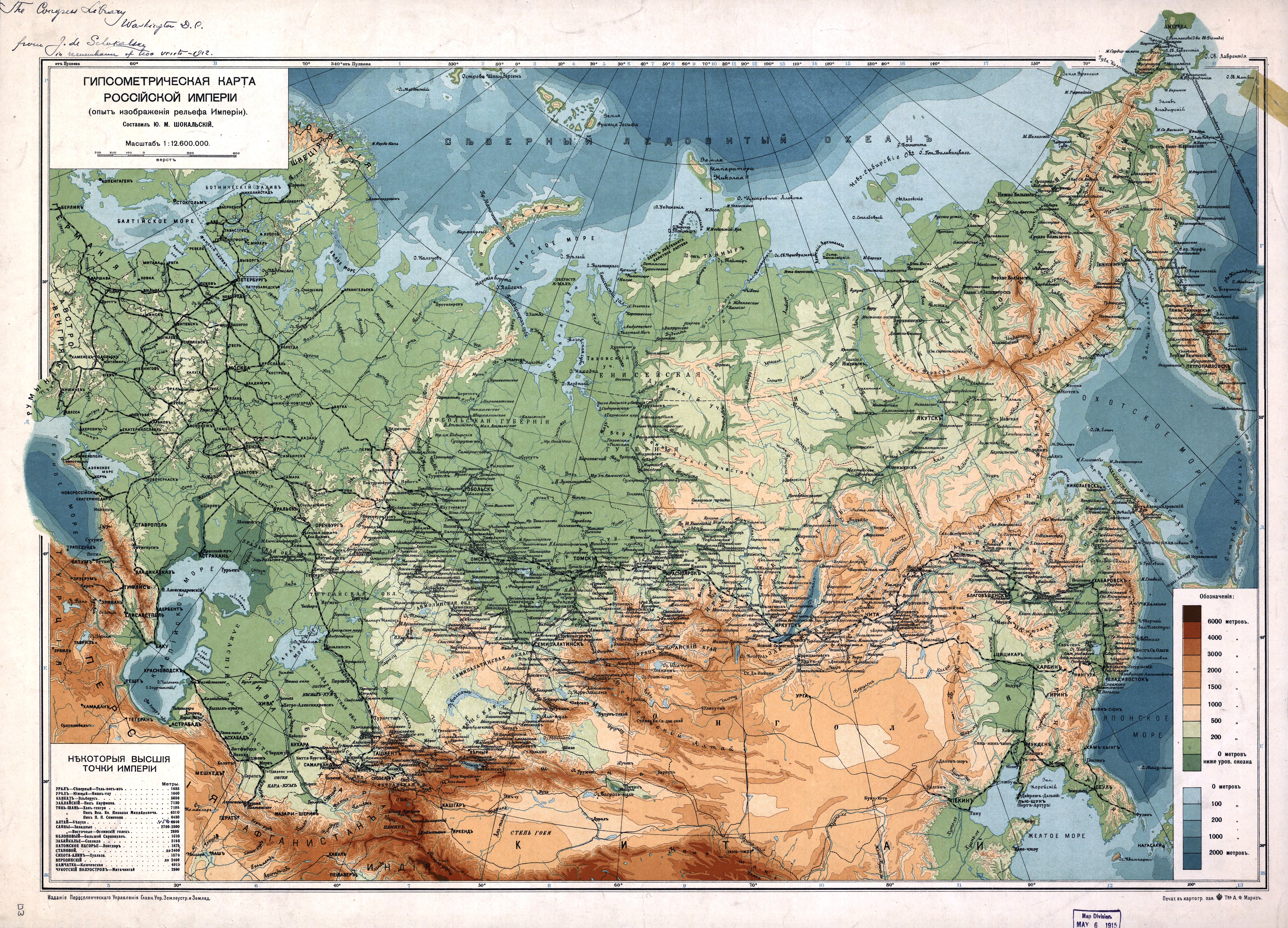
紹卡利斯基製作的1914年俄羅斯帝國地圖。左上角說明文字是他個人將該地圖贈予美國國會圖書館。

紹卡利斯基最有名的專著是在1917年出版的《海洋學》，該書是他的演講選集，其中解釋了氣象學和水文學之間的關聯；並強調為了瞭解全球氣候變遷，對海洋現象的觀測是必要的。紹卡利斯基堅持將海洋學和水文學差異化，並提出了「海洋世界」一詞。

## 榮譽
1904年紹卡利斯基獲選為英國皇家地理學會院士，十年後擔任俄羅斯地理學會會長至1931年。連接拉普捷夫海和喀拉海的紹卡利斯基海峽、喀拉海中的紹卡利斯基島，以及紹卡利斯基院士號破冰船都以他的名字命名。

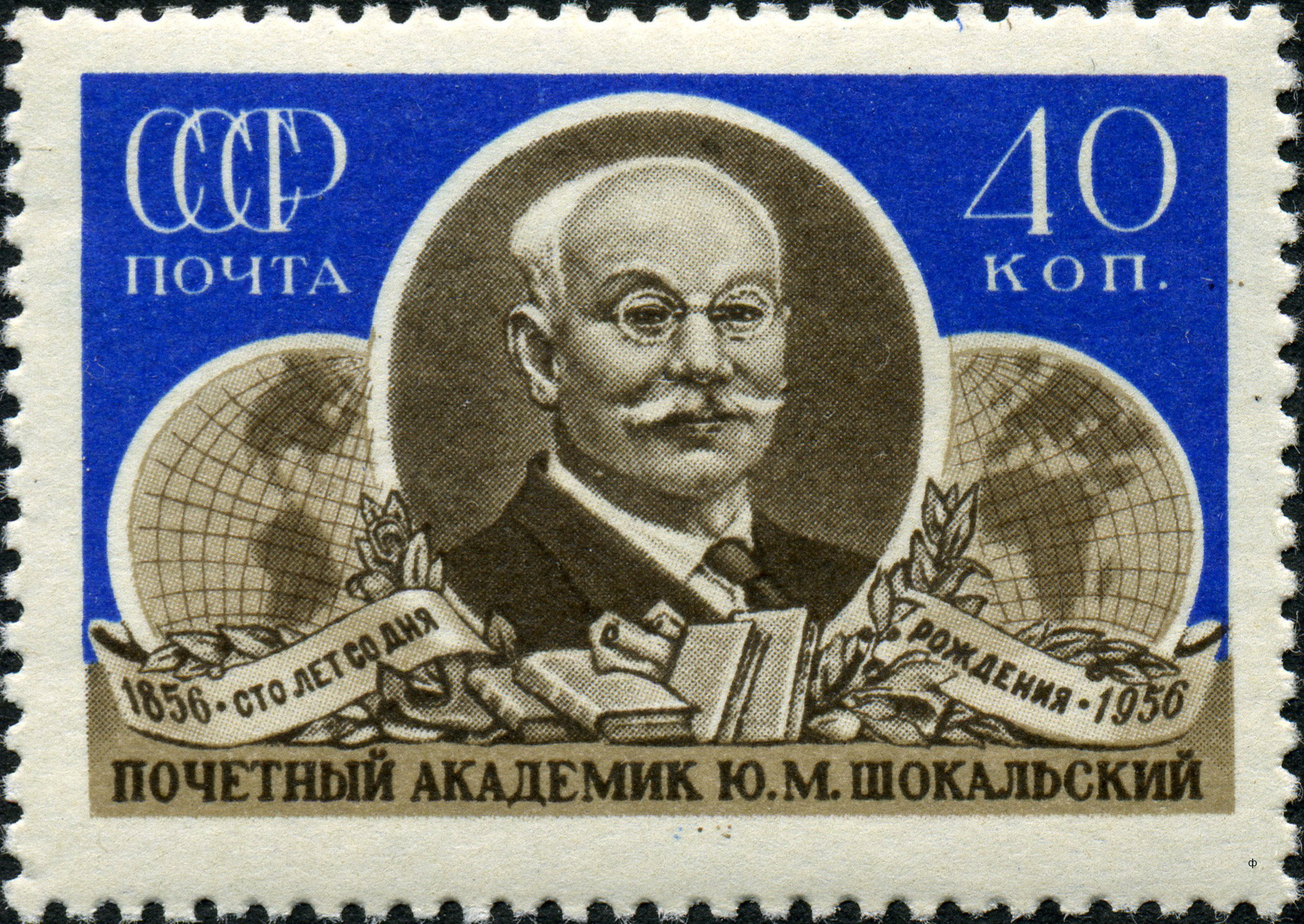
蘇聯紀念郵票

## 外部連結
- （俄文） Biography （页面存档备份，存于）